# Niccolò Tommaseo

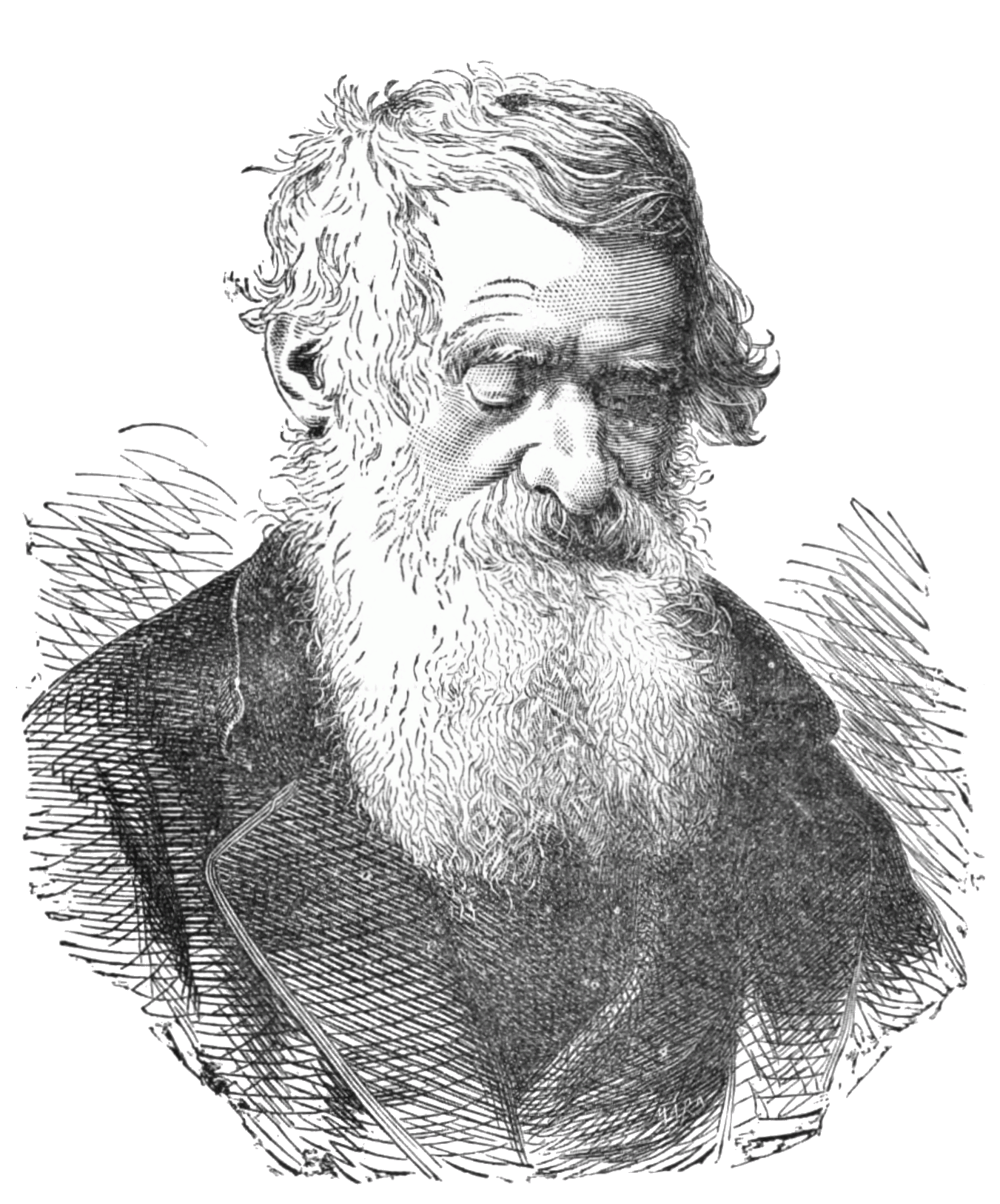
Gravur Niccolò Tommaseo
von Václav Mára (gedruckt 1881)

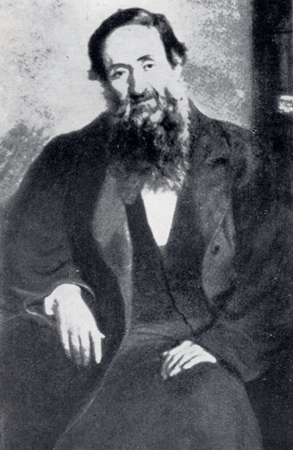
Niccolò Tommaseo (Photographie)

Niccolò Tommaseo (* 8. oder 9. Oktober 1802 in Šibenik; † 1. Mai 1874 in Florenz) war ein italienischer Schriftsteller, Politiker und einer der bedeutendsten Lexikographen des Italienischen. Er schrieb, wie andere atmen, und hinterließ 233 Bücher und 162 „Opuscoli“ (Essays und kleine Werke) über fast alle Gebiete des Geisteslebens und der Philosophie. In den letzten Jahren vor seinem Tod erblindete er, diktierte aber unermüdlich weiter.

## Leben

### Herkunft, Jurastudium in Padua, Journalist in Mailand, Florenz, Paris
Tommaseo wurde als Sohn des italienischen Textilhändlers Girolamo Tommaseo und einer Mutter mit kroatischen Vorfahren geboren.
Er wurde zuerst in Spalato in ein Knabenseminar gesteckt, studierte dann aber in Padua die Rechte und wurde schon mit 20 Jahren zum Doktor der Jurisprudenz promoviert. Jedoch folgte er bald seiner Neigung für die Literatur. In Padua wurde Antonio Rosmini, der „Philosophenfürst“ und Priester, sein Leitstern, in Mailand verehrte er Manzoni und verfeindete sich mit Leopardi.
1827 ging er nach Florenz und arbeitete für die Vierteljahreszeitschrift Antologie von Giampietro Vieusseux (1779–1863). Nach zweien seiner polemischen Artikel, wiewohl anonym, durch die sich Österreich und Russland beleidigt sahen, wurden die Antologie von der Zensur geschlossen, Tommaseo musste auf Druck der diplomatischen Vertretungen Österreichs und Russlands 1834 die Toskana verlassen und ging nach Paris.
Im selben Jahr veröffentlichte er seine Schrift Dell'educazione (Über Erziehung, 1834), die innerhalb von zwei Jahren drei Auflagen erlebte, die politische Schrift Dell'Italia (Über Italien, 1835) und den Roman Il duca d'Atene (Der Herzog von Athen, 1837). Dell'Italia trug ihm die Beschreibung der Geheimpolizei ein:...ein heißer Parteigänger der revolutionären Propaganda... eines der aufrührerischsten und am meisten zu fürchtenden Subjekte... ein erbitterter Feind der konstitutionellen Regierungen.

### Politische und literarische Aktivitäten in Venedig (ab 1838), Minister unter Manin (1848–49)
Von 1838 an lebte er in Venedig, wo ein Jahr vorher sein Kommentar zu Dante erschienen war. Dort veröffentlichte er seine Nuovi scritti (1839–40, 4 Bände), die Studj critici (1843, 2 Bände) sowie seine berühmte Sammlung Canti popolari toscani, corsici, illirici, greci (1841–42, 2 Bände).
Auch erschien eine Bearbeitung der auf die Geschichte Frankreichs im 16. Jahrhundert bezogenen Gesandtschaftsberichte (1838, 2 Bände), und er gab die Briefsammlung des korsischen Revolutionärs Pasquale Paoli, Lettere di Pasquale de' Paoli (1846), heraus. Er war katholisch geprägt, bekannte sich aber schon früh zu einem „gemäßigten Liberalismus“ und war, obwohl zwischen seiner dalmatinischen Geburtsheimat und Italien hin- und hergerissen, zeit seines Lebens ein glühender Patriot und Nationalist. Seine doppelte dalmatinisch-italienische Identität beklagte er Jahre später: „Ich Unglücklicher, der sein Leben teilte zwischen einer Nation, die noch in der Wiege, und einer, die auf dem Sterbebett lag.“
1842 erschien sein psychologischer Roman ante litteram Fede e bellezza (Glaube und Schönheit), der mehrmals neu aufgelegt wurde und der von der italienischen Literaturwissenschaft als sein Meisterwerk angesehen wird. Seine Vorbilder waren vor allem Antoine François Prévost (Manon Lescaut) und Charles Augustin Sainte-Beuve (Volupté).
1847 wurde er als Revolutionär in Venedig zu drei Monaten Haft verurteilt, am 17. März 1848 gewaltsam befreit, war er neben Daniele Manin eine der Galionsfiguren des Protests gegen die österreichische Herrschaft in Venedig. Als die Republik proklamiert wurde, parallel zu den Unruhen in Wien, wurde er für fünf Monate Kultus- und Unterrichtsminister in der provisorischen Regierung unter Manin. In dieser chaotischen Periode der Uneinigkeit unter den Revolutionären wurde er zunehmend intransigent und wollte der Belagerung durch Feldmarschall Radetzky Widerstand leisten „bis zur letzten Polenta“.

### Botschafter in Paris (bis 1849), Exil auf Korfu (1849–1854/59)
Nach Divergenzen mit dem diplomatischeren Manin schickte man ihn als Botschafter nach Paris, aber er war zu eigenwillig und verzichtete 1849 nach kurzer Zeit. Als Venedig am 30. August 1849 vor Radetzky kapitulierte, stand Tommaseo unter vierzig anderen auf der Fahndungsliste, entzog sich aber der Verfolgung durch das Exil auf der Insel Korfu, wo er gezwungenermaßen zehn Jahre blieb. Die Aufteilung des Familienerbes verschaffte ihm einen bescheidenen Lebensunterhalt.
Auch aus dem Exil schrieb er unentwegt. Als politischer Schriftsteller und Vorkämpfer für die Einheit Italiens misstraute er allerdings immer mehr militärischen Lösungen und sah beispielsweise die Lösung der Römischen Frage nicht in der Eroberung des Vatikans, sondern in einem Verzicht des Papstes, dessen weltliche Herrschaft er in Roma e il mondo (Rom und die Welt, 1854) erbarmungslos verdammte, ohne seinen Katholizismus aufzugeben.
Auf Korfu heiratet er die Witwe Diamante Pavello. Sie half ihm bei seiner zunehmenden Sehschwäche bis zur vollständigen Erblindung (verursacht durch eine Syphilis, die er sich in Paris zugezogen hatte) und schrieb zusammen mit anderen seine Texte nieder. Zeitweise benutzte Tommaseo beim Diktieren für seine Schreibhilfen drei Schreibtische in benachbarten Zimmern.

### Rückkehr nach Florenz und letzte Jahre
Über seine Rückkehr nach Italien gibt es divergierende Angaben (s. o.). Er weigerte sich zunächst, eine Erklärung abzugeben, dass er sich von der Politik fernhalten und nichts mehr drucken lassen würde. Aber 1859 wurde ihm trotzdem auf ausdrücklichen Befehl von Cavour ein Pass ausgestellt, mit dem er nach Italien (ins Sabaudische Königreich Piemont-Sardinien) einreisen konnte. Im selben Jahr zog er nach Florenz um, wo er fünfzehn Jahre später an einem Schlaganfall starb.
In Florenz arbeitete er an der Zeitschrift l'Imparziale Fiorentino mit, die 1857 von Michele Luci gegründet worden war, dem Sohn des Fürsten Stanisław Poniatowski. Seine Opposition gegen das Königreich der Savoyer war grundlegend, 1866 lehnte er daher einen Sitz im Senat ab, und auch den Orden für zivile Verdienste, mit dem eine kleine Pension verbunden war, schlug er aus.

## Würdigung
Tommaseo war einer der angesehensten Schriftsteller seiner Zeit. Er besaß einen vielseitigen und lebhaft beweglichen Geist und galt als Kritiker von großem Einfluss. Seit 1851 gehörte er der Accademia della Crusca in Florenz an.
Seit 1865 publizierte Tommaseo gemeinsam mit Bernardo Bellini das monumentale, bis zur Gegenwart fortgeführte Dizionario della Lingua Italiana, das auch heute noch die Grundlage der italienischen Lexikographie darstellt.
Seine Korrespondenz mit den Geistesgrößen seiner Zeit umfasst viele tausend Briefe.

## Werke (kleine Auswahl)
- Nuovo Dizionario de' Sinonimi della lingua italiana (Neues Synonymenwörterbuch, 1830, 7. Auflage 1887, 2 Bde.)
- Dell'Italia (1835)
- Commento alla Divina Comedia (1837)
- Dizionario estetico (Ästhetisches Wörterbuch, 1840, neue Aufl. 1872).
- Canti popolari toscani, corsici, illirici, greci (1841–42, 2 Bde.)
- Scintille (Funken, 1842)
- Fede e bellezza (1842)
- Supplizio d'un Italiano a Corfù (Gegen die Todesstrafe, 1855)

- Le lettere di Santa Caterina di Siena (1860, 4 Bde.)
- Il secondo esilio (1862, 3 Bde.), eine Sammlung seiner politischen Schriften
- Della pena di morte discorsi due (Zwei Reden über die Todesstrafe, 1865)
- Nuovi studj su Dante (1865).
- Dizionarietto morale, Successori Le Monnier, Florenz 1867, anastatischer Neudruck Le Monnier, Florenz 2002 zum 200. Geburtstag, ISBN 88-00-82103-0.
- Leben Rosminis
- Dizionario della Lingua Italiana, (1865–1879, Vol. I 1 – IV 2).

- Un affetto – Memorie politiche (Rom 1974) Online-Teilansicht bis dahin unedierter Text.

### Dizionarietto morale
Ein bemerkenswerter Sonderfall unter seinen Werken ist das Moralische Wörterbüchlein. Das „Büchlein“ umfasst immerhin 268 Seiten. Es zeigt deutlich wie kaum ein anderes Werk Tommaseos seine vielen Facetten: Paradoxie, Oxymoron, Ironie, Brillanz, Einfallsreichtum, politische Kühnheit, Scharfsicht, Wortspiele. In einer Unzahl von Gedankensplittern, Aperçus, Aphorismen kommentiert er Politik und Alltag. In seiner unsystematischen Anlage, wiewohl alphabetisch geordnet, erinnert es den deutschen Leser an die Sudelbücher Georg Christoph Lichtenbergs, in Moralismus und Sprache auch an den österreichischen Aphoristiker Karl Kraus. Einige Zitate:
- Ohne gutes Gewissen gibt es keine gute Wissenschaft.
- Ein Gutteil der Logik ließe sich auf einen Traktat über das Komma reduzieren: Opus magnum.
- Mancher verleumdet, indem er die Wahrheit sagt.
- Die Ehe ist wie der Tod. Nur wenige kommen vorbereitet an.
- Politik ist die Kunst, Autorität zu erwerben, indem man vorspiegelt, sie zu haben.

Und bei vielen Stichwörtern gibt es nur einen Verweis auf ein anderes, zum Beispiel:
- Doktor. siehe Esel.

## Nachleben

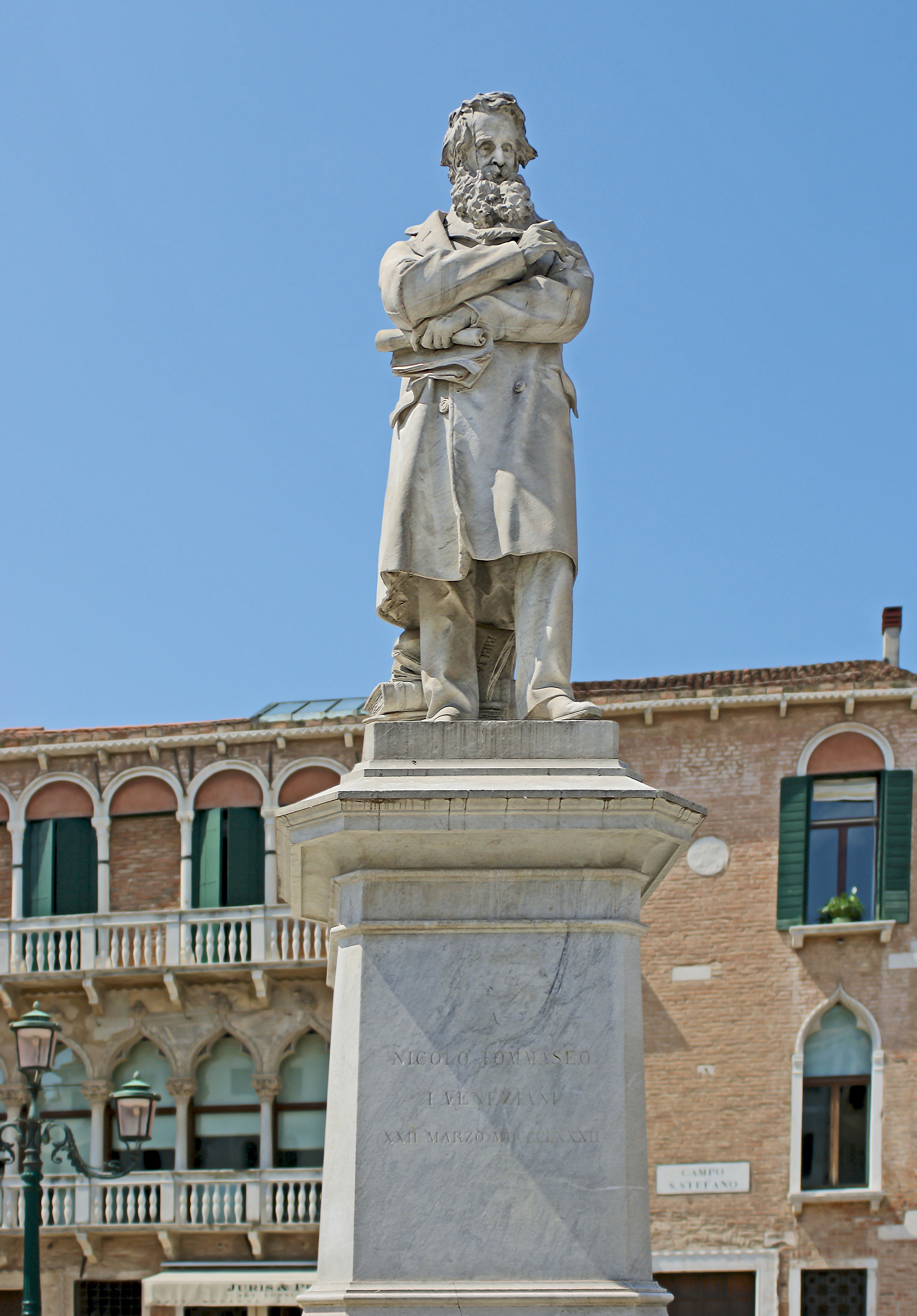
„Nicolò Tommaseo“, Statue von Francesco Barzaghi auf dem Campo Santo Stefano in Venedig

Acht Jahre nach seinem Tod, 1882, wurde in Venedig auf dem Campo Santo Stefano ein Denkmal für Tommaseo enthüllt, ein Werk von Francesco Barzaghi. Die Statue wurde bei den Venezianern so populär, wie es der Freiheitsheld gewesen war, und bekam den liebevoll gemeinten Spitznamen „il Caccalibri“ (im venezianischen Dialekt „el cagalibri“), „der Bücherscheißer“, weil unter seiner Zimarra, dem langen Gehrock gehobener Stände, ein Stapel Bücher hervorquillt, Symbol für Tommaseos enzyklopädisches Wissen, seine Belesenheit und seine reiche Bücherproduktion. In Florenz wurde an seinem Sterbehaus eine Gedenktafel angebracht.